# 나팔관
나팔관(喇叭管, 영어: fallopian tube)은 난소에서부터 자궁-난관 접속부를 통해 자궁에 이르는 표면에 섬모가 나 있는 두 개의 아주 가느다란 관이다. 난관(卵管), 자궁관(子宮管), 수란관(輸卵管)이라고도 한다.

## 해부학
나팔관은 자궁 양 쪽의 뿔 부분에 하나씩 붙어있다. 각각은 자궁관술이라고 하는 부분을 끝으로 난소에 근접한다.
나팔관은 난소와 직접 연결되어있지 않고 복강(본질적으로 배 안쪽)에 트여있다. 그래도 복강과 질 바깥쪽 공간을 통해 직접 상통한다.
인간의 경우, 나팔관은 7 - 14 cm 정도의 길이를 갖고 있다.
나팔관 중 하나가 없을 경우, 정상적인 나머지 하나가 수정란을 자궁으로 옮기는 경로가 된다.

### 구분
나팔관은 난소로부터 자궁에 이르기까지 네 부분으로 나뉜다:
- 자궁관깔때기 - 자궁관술 포함
- 자궁관팽대 - 보통 수정이 이루어지는 장소
- 자궁관잘룩
- 자궁간질부 - 자궁 내벽.

### 조직
나팔관은 3 개의 층으로 구성되어 있다:

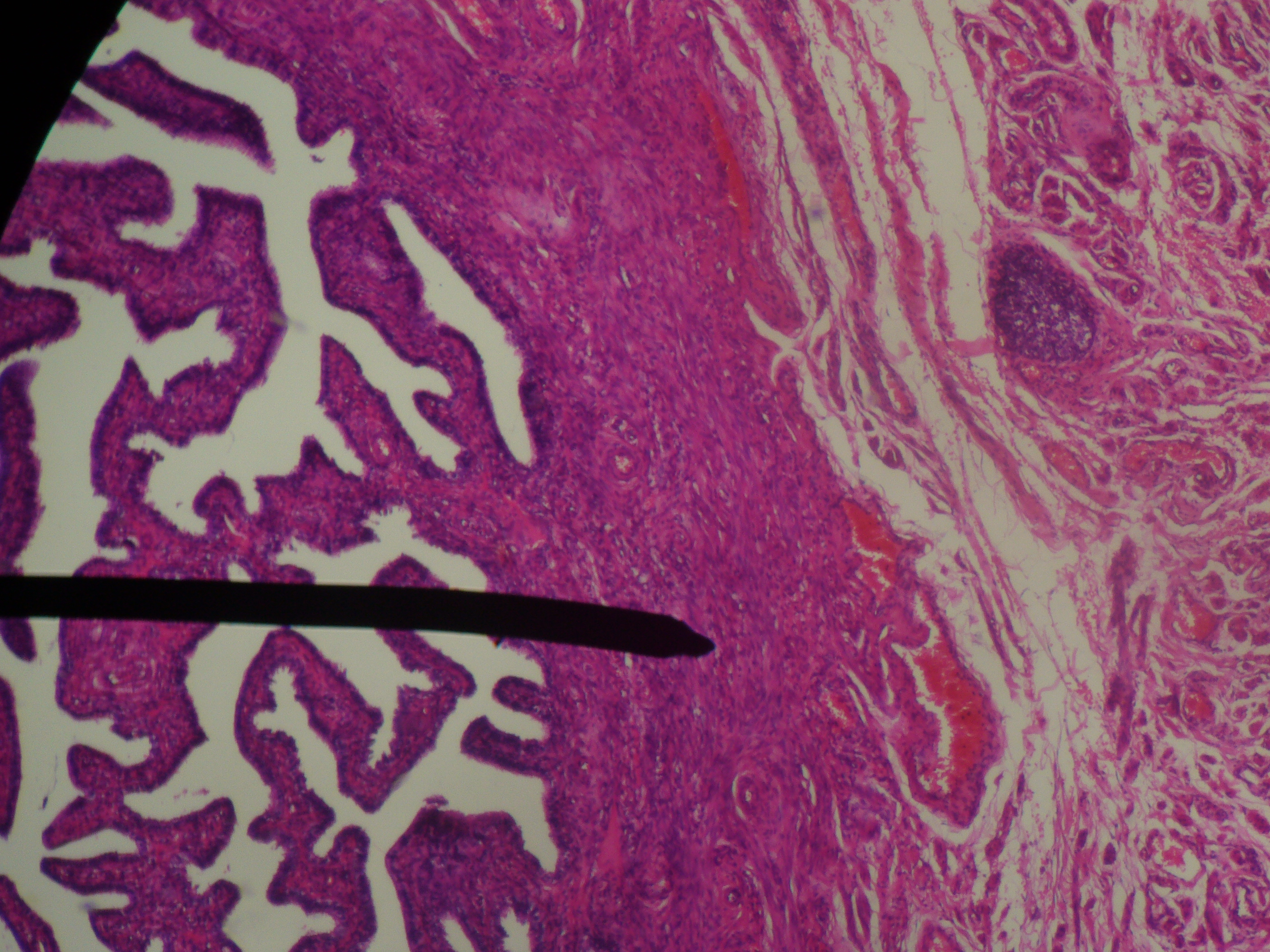
나팔관의 내벽 조직.

- 점막 - 점막 특유의 주름은 나팔관이 갖는 가장 독특한 특징이다. 이 주름에는 섬모 세포와 개재 세포가 들어있다.[출처 필요] 이 부분은 시각적으로도 구분되는데, 이 주름이 팽대부에서는 거의 매끈해지고 간질부에 가서는 거의 알아볼 수 없게 되기 때문이다.
- 외근육층
- 장막

### 운동성
나팔관은 움직일 수 있기에, 골반의 움직임을 찍은 저속 촬영 영상에서도 움직임을 관측할 수 있다.
해부도에서 보이는 자궁각으로부터 난소까지 뻗은 나팔관의 모습은 적어도 월경 주기 동안에 보이는 대부분의 모습과는 거리가 있으며, 때로는 심지어 나팔관끼리 겹쳐지거나, 자궁 위에 얹히기도 한다.

## 수정에서의 역할
난자가 난소에서 발달중일 때, 난자는 난포라 불리는 주머니에 싸여 있다.
난자가 성숙기일 때 난포와 난소의 벽은 파열되어, 난자가 난소를 빠져나가 나팔관으로 들어가도록 한다. 그곳에서부터 관 안쪽의 섬모의 움직임에 밀려 자궁으로의 여행이 시작된다. 이 여정은 몇 시간 혹은 몇 일이 걸리기도 한다. 만일 난자가 나팔관에 머무르는 동안 수정이 이뤄지면, 수정란은 자궁에 도착하는대로 자궁내막에 착상되어 임신의 시작을 알리게 된다.
때때로 수정란이 자궁이 아닌 나팔관에 착상되는 경우가 있는데, 이는 자궁외 임신, 혹은 "자궁관 임신"이라고 한다.

## 발생&상동 관계
나팔관은 수정관을 비롯한 남성의 어떠한 기관과도 상동 관계가 아니다.
수정란은 배우자들을 내보내기 위한 두 쌍의 관을 갖고 있는데, 한 쌍(뮐러관)은 여성일 경우 나팔관과 자궁, 질로 발달하게 되고, 다른 한 쌍(중간콩팥관)은 남성일 경우 발달하여 부고환과 수정관이 된다.
보통은 이들 중 한 쌍만 발달하게 되고, 나머지 한 쌍은 퇴화하여 사라진다.

## 질병
골반염은 나팔관에 나쁜 영향을 미칠 수 있는데, 이는 난관폐색을 유발할 수 있다. 나팔관암은 나팔관의 상피를 따라 발생할 수 있는 드문 경우의 종양이다. 이 암은 때로 난소암이라 오진되기도 한다. 하지만, 난소암과 나팔관암의 치료법에는 큰 차이가 없다.

### 외과 수술
나팔관의 적출 수술은 난관 절제라고 부른다. 양 쪽의 나팔관 모두를 적출하는 수술은 양측 난관 절제라고 한다. 나팔관의 적출과 하나 이상의 난소 적출이 병행되는 수술은 난관난소절제술이라고 한다. 난관폐색을 복원하는 수술은 난관성형술이라 한다.

## 참고 그림

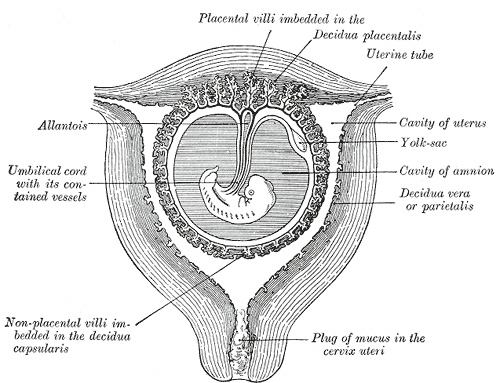
임신 3 - 4 개월 정도 된 자궁의 부분 도면.
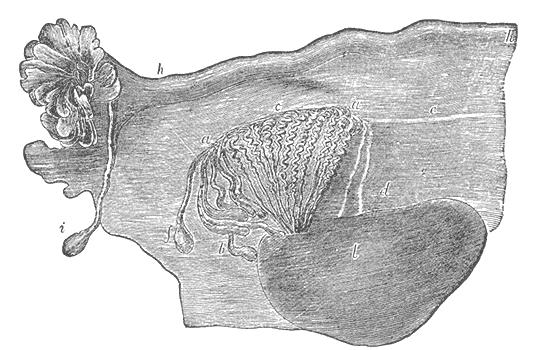
성인의 광인대, 난소상체가 보인다.
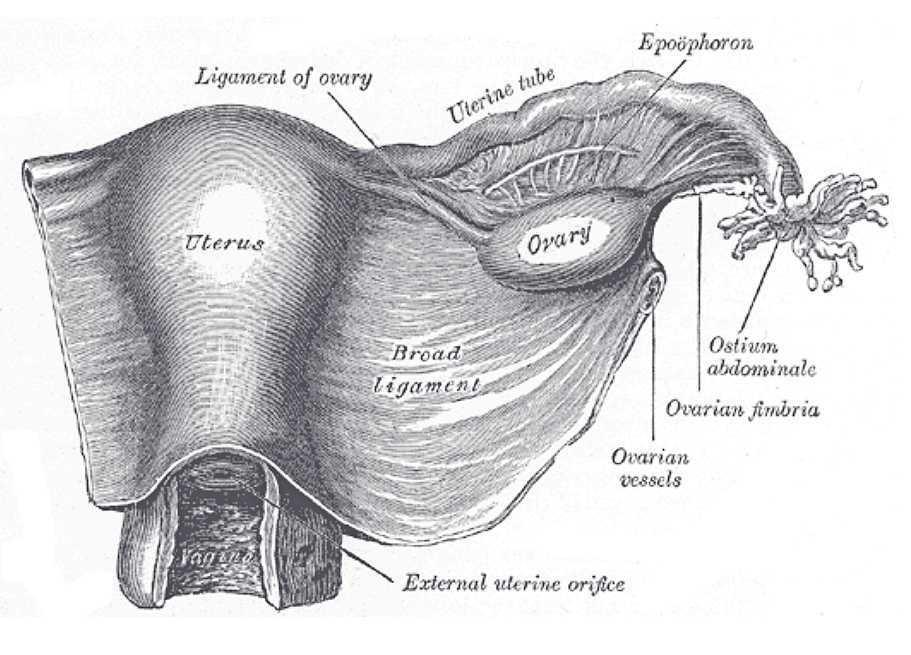
자궁과 우측 광인대, 뒤에서 본 모습.
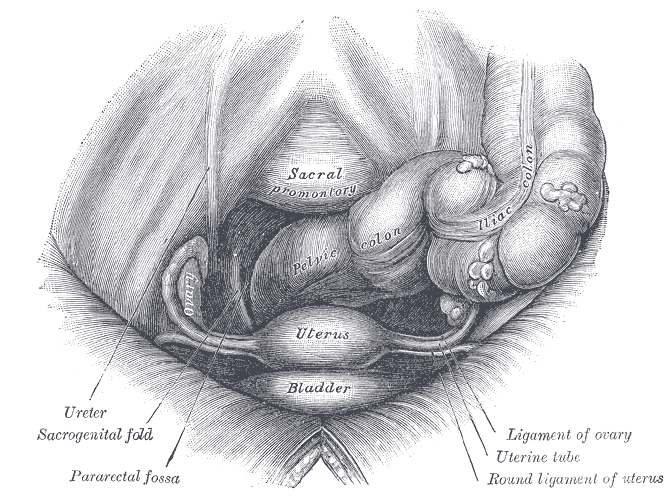
골반과 그 부속기, 정면 위쪽에서 본 모습.
자궁과 질 상부.
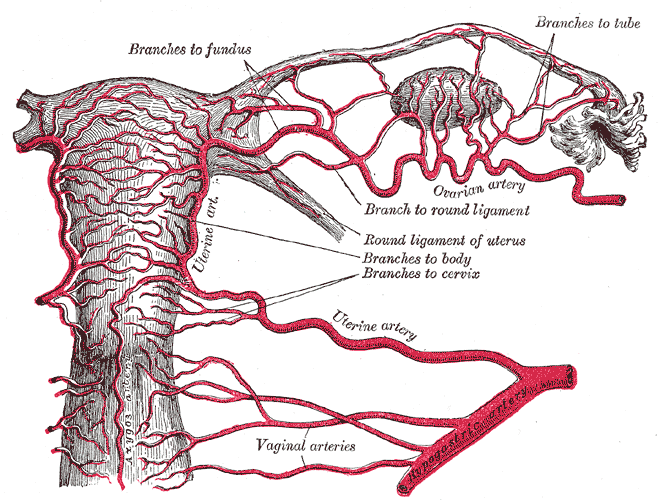
여성의 내부 장기에 뻗은 동맥, 뒤에서 본 모습.
자궁과 나팔관.
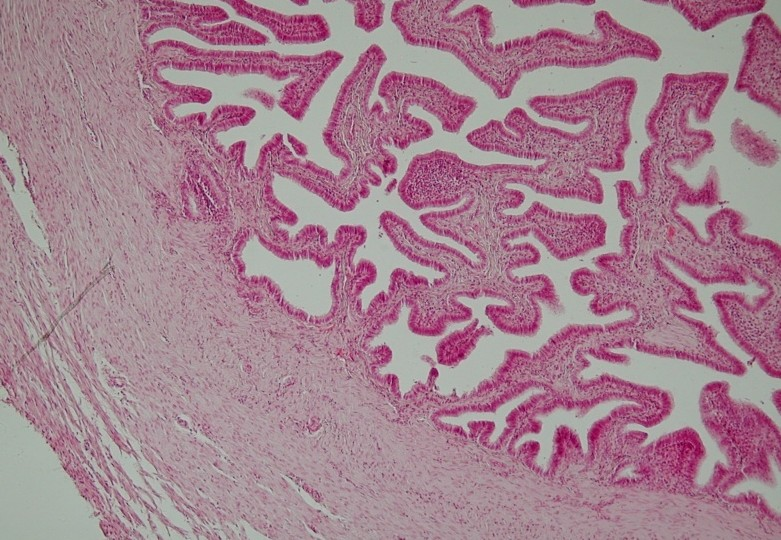
조직

## 같이 보기
- 월경 주기